# Paracypria
Paracypria is een geslacht van kreeftachtigen uit de klasse van de Ostracoda (mosselkreeftjes).

## Soorten
- Paracypria adnata Smith & Kamiya, 2006
- Paracypria inopinata (Klie, 1939)
- Paracypria inujimensis (Okubo, 1980)
- Paracypria kueiyingae Hu & Tao, 2008
- Paracypria kungsangae Hu & Tao, 2008
- Paracypria maryboroughensis Hartmann, 1981
- Paracypria minuta McKenzie, 1968
- Paracypria peinchouana Hu & Tao, 2008
- Paracypria tenuis (Sars, 1910)
- Paracypria uberis Maddocks, 2005